# Rožmberská knihovna
Rožmberská knihovna je označení rozsáhlé sbírky rodu Rožmberků. Ačkoli k největšímu rozkvětu rožmberské knihovny došlo v 15. století za významného jihočeský šlechtice Viléma z Rožmberka a poté jeho mladšího bratra Petra Voka, její vznik lze vystopovat až do 14. století. Podle některých odborníků údajně byla v době svého vrcholného období největší šlechtickou knihovnou ve střední Evropě, či snad dokonce na celém kontinentu. Za dob Viléma a Petra Voka čítala na 11 000 svazků.  

## Popis
Místo knihovníka a archiváře zastával Václav Březan, díky němuž máme kromě rejstříku listin archivu i přehledný rukopisný seznam knih. V tomto katalogu najdeme tisíce svazků systematicky uspořádaných podle oboru. Součástí je i katalog hudebnin a hudebních nástrojů v počtu 175 položek. Knihovna obsahovala kolem 11 000 svazků, mimo jiné také prakticky všechnu knižní produkci vydanou do té doby Čechách. Byla průběžně doplňována nákupy prostřednictvím rožmberských agentů v různých místech Evropy, jako byly Praha, Norimberk nebo Linec, v moravských bratrských tiskárnách i dary a nákupy pozůstalostí. Knihovna představovala souhrn tehdejší humanistické vzdělanosti, zejména v oblasti teologie, filosofie, historie, práva, lékařství a přírodovědy. Tuto knihovnu Březan v letech 1602–1608 uspořádal a spolu s dalšími pěti pomocníky pořídil její čtyřsvazkový tematický katalog. Co do úrovně a kvality neměl ve své době obdoby. K označování knih bylo pořízeno více než dvacet různých ex libris a supralibros, které vytvořil tehdejší slavný malíř a grafik Jiljí Sadeler. Sám Petr Vok tuto knihovnu rád ukazoval svým hostům, což Březanovi přinášelo prestiž a dávalo příležitost se seznamovat s představiteli tehdejší společnosti. Březan byl titulován jako praefectus bibliothecae či bibliothecarius et studiosus antiquitatis. 

## Historie
Počátky vzniku knihovny lze vysledovat do 14. století, kdy Jindřich III. z Rožmberka, založil rodový s knihovnou. Nejpozději od druhé poloviny 14. století začali Rožmberkové shromažďovat rodové a zemské listiny společně s knihami. 

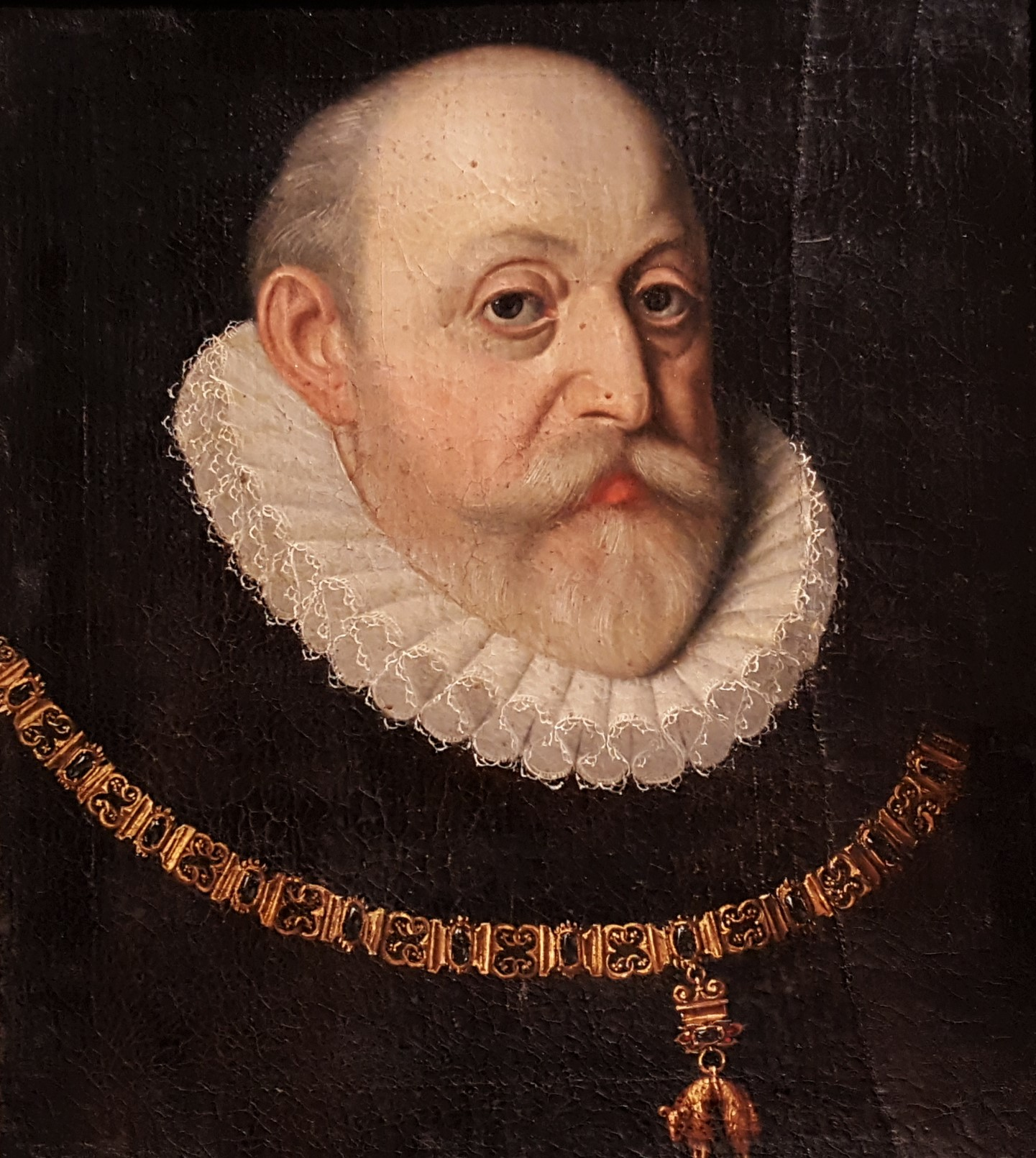
Vilém z Rožmberka (1535-1592) na výřezu portrétu z roku 1589

Největšího rozkvětu ovšem knihovna dosáhla až za Viléma a později jeho bratra Petra Voka. Vilém při budování rodové knihovny preferoval její obsahovou kvalitu před reprezentativností. Na rozdíl od Petra Voka se nestal typickým renesančním sběratelem knih. Právě střídmost a praktičnost vedla pravděpodobně k tomu, že v roce 1573 odmítl 

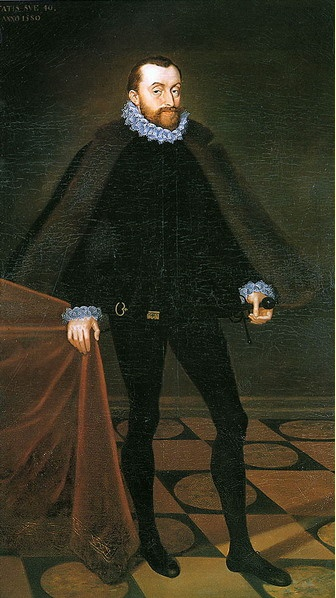
Petr Vok z Rožmberka(1539-1611)

zakoupit knihovnu císařského antikváře Jacopa Strady, která se tak stala součástí císařské knihovny ve Vídni. Knihy často nakupoval na svých cestách po Itálii a Německu. Rozsáhlou část knihovny věnoval Vilém v roce 1591 českokrumlovským jezuitům.

Brzy po smrti svého staršího bratra se Petr Vok pokusil neúspěšně získat od českokrumlovských jezuitů jeho knihovnu, kterou jim Vilém v roce 1591 věnoval. I přes tento neúspěch byla knihovna Petra Voka z Rožmberka se svými 11 000 svazky jednoznačně největší šlechtickou knihovnou v českých zemích v předbělohorském období. Kromě knih obsahovala také soubory map, grafických listů, hudebnin, iluminovaných rukopisů i opisy jinak nedostupných děl. Na rozdíl od mnoha jiných tehdejších majitelů velkých knihoven, kteří nakupovali velké knižní celky, se Petr Vok soustředil spíše na přímé nákupy od knihkupců v Praze, Českém Krumlově, ale i v Linci a na německém trhu. Po přestěhování do Třeboně nechal Petr Vok pro knihovnu s galerií a kunstkomorou postavit speciální budovu. Podle závěti Petra Voka ujímají se knihovny po jeho smrti Švamberkové a z podnětu Václava Březana rozhodli ponechat knihovnu v Českém Krumlově.
| „                        | Roku 1602, když Karlova kolej hrozila zřícením a stavové ... poskytovali pomoc, všechny překonal urozený pán a vladař pan Petr Vok z Rožmberka. | “ |
| — Jan Campanus Vodňanský | |   |

Ve své závěti z dubna 1610 odkázal Petr Vok roční výnos 4000 kop míšeňských grošů z příjmů panství Nové Hrady na založení nekatolického gymnázia v Soběslavi. Žáci za studium neměli platit a škola měla sloužit především k „poznání čisté pravdy Boží podle sv. Písem a pravé víry křesťanské dle konfessí české z roku 1575.“ Petr Vok počítal s tím, že nově vzniklé gymnázium převezme i rožmberskou knihovnu, ale škola se setkávala s nepřízní Karlovy univerzity, která usilovala, aby nadace spojená se vznikem školy byla převedena na ni. Přes počáteční nadějný rozjezd školy vedla porážka stavovského povstání k jejímu zániku. Stejně tak nedošlo k přenesení Rožmberské knihovny.

### Po Bílé hoře
V době po bitvě na Bílé hoře nastal pro knihovnu tragický osud. Majetek rodu Švamberků, kteří se hlásili ke protestantismu byl zkonfiskován, včetně knihovny. Celý inventář je na příkaz císaře Ferdinanda III. na vorech po Vltavě dopraven na Pražský hrad. Osud rožmberské knihovny na českém území končí v na konci třicetileté války. V roce 1648, kdy byla ukradena švédskými žoldáky při loupeži uměleckých děl z Prahy a odvezena do Švédska. Většina původního inventáře slavné knihovny je dnes ztracena. Významná část, včetně čtyřsvazkového tematického katalogu knihovny od Václava Březana, je v současné době uložena ve Švédské královské knihovně ve Stockholmu, ale množství svazků je rozptýleno v dalších zemích Evropy.